# 2326 Tololo
2326 Tololo este un asteroid din centura principală, descoperit pe 29 august 1965 de Goethe Link Obs..